# Honda S600
La Honda S600 è un'autovettura prodotta dalla casa automobilistica giapponese Honda dal 1964 al 1966.
Fu presentata nel gennaio del 1964. Era disponibile sia con carrozzeria cabrio che come coupé fastback, fu introdotta nel marzo 1965.
Era alimentata da un motore a quattro cilindri in linea bialbero, raffreddato ad acqua con quattro carburatori Keihin, con la cilindrata che fu aumentata a 606 cm³ dai 531 cm³ della precedente S500. Il motore produceva 57 CV a 8500 giri/min e portava la vettura a una velocità massima di circa 145 km/h.